# Мерсер, Рон
Рональд «Рон» Юджин Мерсер (англ. Ronald "Ron" Eugene Mercer; род. 18 мая 1976 года, Нашвилл, штат Теннесси, США) — американский профессиональный баскетболист.

## Ранние годы
Рон Мерсер родился в городе Нашвилл (штат Теннесси), первое время учился в христианской школе Гудпастур в городе Мэдисон, в которой играл за местную баскетбольную команду, где два года подряд признавался лучшим баскетболистом среди учащихся старших школ Теннесси (1993—1994). Затем перевёлся в академию Ок-Хилл, находящуюся в городе Маут-оф-Уилсон (штат Виргиния), по окончании которой стал лауреатом приза Нейсмита лучшему игроку года среди старшеклассников, обогнав по результатам голосования Кевина Гарнетта, Винса Картера, Антуана Джеймисона и Стефона Марбери. В 1995 году Мерсер принимал участие в игре McDonald’s All-American, в которой принимают участие лучшие выпускники школ США и Канады.

## Студенческая карьера
В 1997 году Мерсер закончил Кентуккийский университет, где в течение двух лет выступал за команду «Кентукки Уайлдкэтс», в которой провёл успешную карьеру, набрав в итоге 1013 очков, 314 подборов, 147 передач, 100 перехватов и 18 блок-шотов. При Мерсере «Уайлдкэтс» один раз выигрывали регулярный чемпионат Юго-Восточной конференции (1996), один раз — турнир Юго-Восточной конференции (1997), а также два года подряд выходили в плей-офф студенческого чемпионата США (1996—1997). Кроме того «Уайлдкэтс» два года подряд выходили в финал студенческого чемпионата США (1996—1997), а в 1996 году стали чемпионами Национальной ассоциации студенческого спорта (NCAA), обыграв в финале команду «Сиракьюс Орандж» (76—67).

## Карьера в НБА
Играл на позиции атакующего защитника и лёгкого форварда. В 1997 году был выбран на драфте НБА под 6-м номером командой «Бостон Селтикс», где воссоединился с одноклубниками по «Уайлдкэтс» Антуаном Уокером и Риком Питино, наставником «Диких Котов», который только что стал тренером «Кельтов». Позже выступал за команды «Денвер Наггетс», «Орландо Мэджик», «Чикаго Буллз», «Индиана Пэйсерс», «Сан-Антонио Спёрс» и «Нью-Джерси Нетс». Всего в НБА провёл 8 сезонов. Мерсер включался в 1-ю сборную новичков НБА (1998). В 1997 году признавался баскетболистом года среди студентов конференции Southeastern, а также включался в 1-ю всеамериканскую сборную NCAA. Всего за карьеру в НБА сыграл 432 игры, в которых набрал 5892 очка (в среднем 13,6 за игру), сделал 1342 подбора, 921 передачу, 456 перехватов и 113 блок-шотов.
Свои лучшие годы в качестве игрока НБА Мерсер провёл в «Чикаго Буллз», в рядах которых он выступал на протяжении двух сезонов (2000—2002). Самым лучшим в его карьере был сезон 2000/2001 годов, в котором он сыграл в 61 игре, набирая в среднем за матч 19,7 очка и делая 3,9 подбора, 3,3 передачи, 1,3 перехвата и 0,4 блок-шота. 19 февраля 2002 года он вместе с Роном Артестом, Брэдом Миллером и Кевином Олли был обменян в команду «Индиана Пэйсерс» на Джалена Роуза, Трэвиса Беста и Нормана Ричардсона и выбор во втором раунде на драфте НБА 2002 года, где становится игроком скамейки запасных, сыграв только 4 матча в стартовом составе из 85.
24 июля 2003 года Мерсер стал участником трёхсторонней сделки, в результате которой стал игроком «Сан-Антонио Спёрс», а его одноклубник Брэд Миллер перешёл в «Сакраменто Кингз». Игроком «Спёрс» стал Хедо Туркоглу из «Кингз», а в «Пэйсерс» перешли Скот Поллард из «Кингз» и Дэнни Ферри из «Спёрс», который в новой команде не заиграл, так как вскоре объявил о завершении спортивной карьеры. Однако в новой команде надолго он не задержался, сыграв всего в 39 матчах, а 27 февраля 2004 года «Шпоры» отказались от его услуг.
12 августа 2004 года Мерсер в качестве свободного агента заключил соглашение с клубом «Нью-Джерси Нетс», но в его составе он очень редко появлялся на площадке, проведя всего 18 игр, а в межсезонье, 15 августа 2005 года, «Сети» расторгли с ним контракт. Позднее он всё-таки надеялся заключить договор с какой-нибудь другой командой, но больше предложений ему не поступало, поэтому он решил досрочно завершить профессиональную карьеру.

## Статистика

### Статистика в НБА
| Сезон                                                                                    | Команда     | Регулярный сезон | Регулярный сезон | Регулярный сезон | Регулярный сезон | Регулярный сезон | Регулярный сезон | Регулярный сезон | Регулярный сезон | Регулярный сезон | Регулярный сезон | Регулярный сезон | Серия плей-офф | Серия плей-офф | Серия плей-офф | Серия плей-офф | Серия плей-офф | Серия плей-офф | Серия плей-офф | Серия плей-офф | Серия плей-офф | Серия плей-офф | Серия плей-офф |
| Сезон                                                                                    | Команда     | GP               | GS               | MPG              | FG%              | 3P%              | FT%              | RPG              | APG              | SPG              | BPG              | PPG              | GP             | GS             | MPG            | FG%            | 3P%            | FT%            | RPG            | APG            | SPG            | BPG            | PPG            |
| ---------------------------------------------------------------------------------------- | ----------- | ---------------- | ---------------- | ---------------- | ---------------- | ---------------- | ---------------- | ---------------- | ---------------- | ---------------- | ---------------- | ---------------- | -------------- | -------------- | -------------- | -------------- | -------------- | -------------- | -------------- | -------------- | -------------- | -------------- | -------------- |
| 1997/98                                                                                  | Бостон      | 80               | 62               | 33,3             | 45,0             | 10,7             | 83,9             | 3,5              | 2,2              | 1,6              | 0,2              | 15,3             | Не участвовал  | Не участвовал  | Не участвовал  | Не участвовал  | Не участвовал  | Не участвовал  | Не участвовал  | Не участвовал  | Не участвовал  | Не участвовал  | Не участвовал  |
| 1998/99                                                                                  | Бостон      | 41               | 40               | 37,8             | 43,1             | 16,7             | 79,0             | 3,8              | 2,5              | 1,6              | 0,3              | 17,0             | Не участвовал  | Не участвовал  | Не участвовал  | Не участвовал  | Не участвовал  | Не участвовал  | Не участвовал  | Не участвовал  | Не участвовал  | Не участвовал  | Не участвовал  |
| 1999/00                                                                                  | Денвер      | 37               | 37               | 38,1             | 44,4             | 38,5             | 78,8             | 4,1              | 2,8              | 0,9              | 0,4              | 18,3             | Не участвовал  | Не участвовал  | Не участвовал  | Не участвовал  | Не участвовал  | Не участвовал  | Не участвовал  | Не участвовал  | Не участвовал  | Не участвовал  | Не участвовал  |
| 1999/00                                                                                  | Орландо     | 31               | 31               | 31,3             | 40,2             | 0,0              | 79,0             | 3,2              | 1,7              | 1,4              | 0,3              | 15,2             | Не участвовал  | Не участвовал  | Не участвовал  | Не участвовал  | Не участвовал  | Не участвовал  | Не участвовал  | Не участвовал  | Не участвовал  | Не участвовал  | Не участвовал  |
| 2000/01                                                                                  | Чикаго      | 61               | 61               | 41,6             | 44,6             | 30,4             | 82,5             | 3,9              | 3,3              | 1,3              | 0,4              | 19,7             | Не участвовал  | Не участвовал  | Не участвовал  | Не участвовал  | Не участвовал  | Не участвовал  | Не участвовал  | Не участвовал  | Не участвовал  | Не участвовал  | Не участвовал  |
| 2001/02                                                                                  | Чикаго      | 40               | 40               | 37,6             | 39,9             | 29,8             | 77,8             | 3,9              | 3,0              | 0,8              | 0,3              | 16,8             | Не участвовал  | Не участвовал  | Не участвовал  | Не участвовал  | Не участвовал  | Не участвовал  | Не участвовал  | Не участвовал  | Не участвовал  | Не участвовал  | Не участвовал  |
| 2001/02                                                                                  | Индиана     | 13               | 1                | 16,4             | 37,3             | 20,0             | 100,0            | 1,8              | 0,8              | 0,2              | 0,2              | 4,8              | 5              | 0              | 23,4           | 50,0           | -              | 75,0           | 2,0            | 0,8            | 0,2            | 0,2            | 7,8            |
| 2002/03                                                                                  | Индиана     | 72               | 3                | 23,1             | 40,9             | 18,8             | 80,2             | 2,1              | 1,6              | 0,7              | 0,2              | 7,7              | 6              | 0              | 22,5           | 32,7           | -              | 87,5           | 2,2            | 1,2            | 1,0            | 0,2            | 6,5            |
| 2003/04                                                                                  | Сан-Антонио | 39               | 0                | 13,2             | 42,7             | 28,6             | 76,5             | 1,3              | 0,6              | 0,4              | 0,1              | 5,0              | Не участвовал  | Не участвовал  | Не участвовал  | Не участвовал  | Не участвовал  | Не участвовал  | Не участвовал  | Не участвовал  | Не участвовал  | Не участвовал  | Не участвовал  |
| 2004/05                                                                                  | Нью-Джерси  | 18               | 3                | 21,7             | 41,1             | 0,0              | 70,0             | 2,2              | 1,1              | 0,9              | 0,1              | 7,6              | Не участвовал  | Не участвовал  | Не участвовал  | Не участвовал  | Не участвовал  | Не участвовал  | Не участвовал  | Не участвовал  | Не участвовал  | Не участвовал  | Не участвовал  |
|                                                                                          | Всего       | 432              | 278              | 31,0             | 42,9             | 25,0             | 80,8             | 3,1              | 2,1              | 1,1              | 0,3              | 13,6             | 11             | 0              | 22,9           | 40,0           | -              | 83,3           | 2,1            | 1,0            | 0,6            | 0,2            | 7,1            |
| Наведите курсор мыши на аббревиатуры в заголовке таблицы, чтобы прочесть их расшифровку. |             |                  |                  |                  |                  |                  |                  |                  |                  |                  |                  |                  |                |                |                |                |                |                |                |                |                |                |                |